# Viletinec
Viletinec falu Horvátországban Varasd megyében. Közigazgatásilag Lepoglavához tartozik.

## Fekvése
Varasdtól 27 km-re délnyugatra, községközpontjától 3 km-re északnyugatra  fekszik.

## Története
A falunak 1890-ben 129, 1910-ben 258 lakosa volt. A trianoni békeszerződésig Varasd vármegye Ivaneci járáshoz tartozott. A falu 1999-ig Bednja községhez tartozott. 2001-ben 54 háztartása és 188 lakosa volt.

## Külső hivatkozások
- Lepoglava város hivatalos oldala
- Lepoglava turisztikai egyesületének honlapja